# ヤネウラ3ちゃん
『ヤネウラ3ちゃん』（やねうらさんちゃん）は、南部正太郎による日本の4コマ漫画作品。大阪新聞に連載された。
1946年3月12日付から連載を開始（実売は3月11日）、1949年4月ごろまで掲載。終戦直後の混乱期における庶民の生活を明るく描いた作品。戦後の大阪で爆発的な人気を博し、この漫画を読むために大阪新聞を行列に並んで買った人も多かったという。松竹で喜劇として上演され、“3ちゃん”を冠したお店が大阪に数か所作られるほどだった。大阪地区の高齢者には今なお認知されている。
また、『夕刊朝日新聞』に「3ちゃん」のタイトルで1951年1月1日から31日まで連載された（1950年12月まで連載された「サザエさん」と、1951年2月から連載された「クリちゃん」の間）。
手塚治虫の自伝『ぼくはマンガ家』内の記述によると「3ちゃんは一時期、関西において新聞漫画のスタイルをすっかり変えてしまうほどのブームであった」とあり、作者との思い出として「南部正太郎氏とぼくとは、大阪新聞で知りあって、それに武田将美という仲間と三人で、スリー・マンガ・クラブというグループを作った。スリーとは三人組の三なのに、3ちゃんの3だと思いこむ人が多いほど、あとのふたりは影が薄かった」と書いている。

## 概要
独身男性の3ちゃんがとある理髪店の屋根裏に居候をし、周囲の人々と繰り広げる日常生活を描く。終戦直後の大阪市内が舞台ではあるが、何故か大阪弁は出ず、登場人物はすべて標準語を話す。

## 登場人物
3ちゃん
この漫画の主人公。本名不詳。職業不定の独身青年。
マリちゃん
理髪店の娘。年頃の独身女性。本名・マリコ。3ちゃんが想いを寄せるが、まんざらでもない様子。
コロちゃん
理髪店の少年。幼児。3ちゃんの理解者で遊び相手。
オヤジ
大家（理髪店の主人）。禿頭の壮年男性。
オバサン
理髪店の女将。星形のかんざしを刺した日本髪の壮年女性。
トモちゃん
近隣に住む若い女性。3ちゃんの友人。髪に網をかけている。
ミキオ
大学生。マリちゃんに想いを寄せる。3ちゃんの恋敵。
マスター
近隣の洋食屋の主人。顎が長い。
マダム
近隣の洋食屋の夫人。

## 単行本
- 1970年発行の現代漫画15「漫画戦後史Ⅱ社会風俗篇」（筑摩書房）に全38頁、74作品分が初出当時の風俗解説付きで収録されたが、絶版。
- 1977年には小学館より小学館文庫「ナンセンス漫画傑作集」の1冊として刊行されたが、絶版。